# مالي
مالي أو رسميًا جمهورية مالي، هي دولة غير ساحلية في غرب إفريقيا. تحدها الجزائر شمالاً والنيجر شرقاً وبوركينا فاسو وساحل العاج من الجنوب وغينيا من الغرب والجنوب، والسنغال وموريتانيا من الغرب. تزيد مساحتها عن 1,240,192 كم² ويبلغ عدد سكانها 22 مليوناً مليون نسمة. عاصمتها باماكو. تتكون مالي من ثماني مناطق وحدودها الشمالية تصل إلى عمق الصحراء الكبرى، أما المنطقة الجنوبية من البلاد حيث يعيش فيها أغلبية السكان فيمر بها نهري النيجر والسنغال. ويتمحور التركيز الاقتصادي في البلاد حول الزراعة وصيد الأسماك. ويوجد في مالي بعض الموارد الطبيعية مثل الذهب واليورانيوم والملح.
مالي الحالية كانت ذات يوم جزءًا من ثلاث امبراطوريات أفريقية غربية سيطرت على التجارة عبر الصحراء وهي مملكة غانا ومالي (منها سميت مالي) وصونغاي. استولت فرنسا على مالي أثناء الزحف على إفريقيا أواخر القرن التاسع عشر، وجعلتها جزءا من السودان الفرنسي. نالت السودان الفرنسية (سميت بعد ذلك باسم الجمهورية السودانية وهي ليست جمهورية السودان الحالية) استقلالها في سنة 1959 مكونة مع السنغال اتحاد مالي الذي ما لبث أن انحل عقده بعد عام في أعقاب انسحاب السنغال، فسمت الجمهورية السودانية نفسها باسم جمهورية مالي. ثم بعد ذلك أي بعد فترة طويلة من حكم الحزب الواحد حصل انقلاب في تلك الجمهورية سنة 1991 أدى إلى كتابة دستور جديد وإنشاء دولة مالي كدولة ديمقراطية متعددة الأحزاب. حوالي نصف السكان يعيشون تحت خط الفقر أي أقل من 1.25 دولار في اليوم.
حصل انقلاب عسكري في البلاد في 18 أغسطس (آب) 2020 حين اعتقل الجيشُ رئيس الدولة إبراهيم أبو بكر كيتا ورئيس وزرائها، في إثر اضطرابات شعبية عمَّت البلاد نتيجة استمرار تدهور الحالة الاقتصادية والأمنية.

## التاريخ

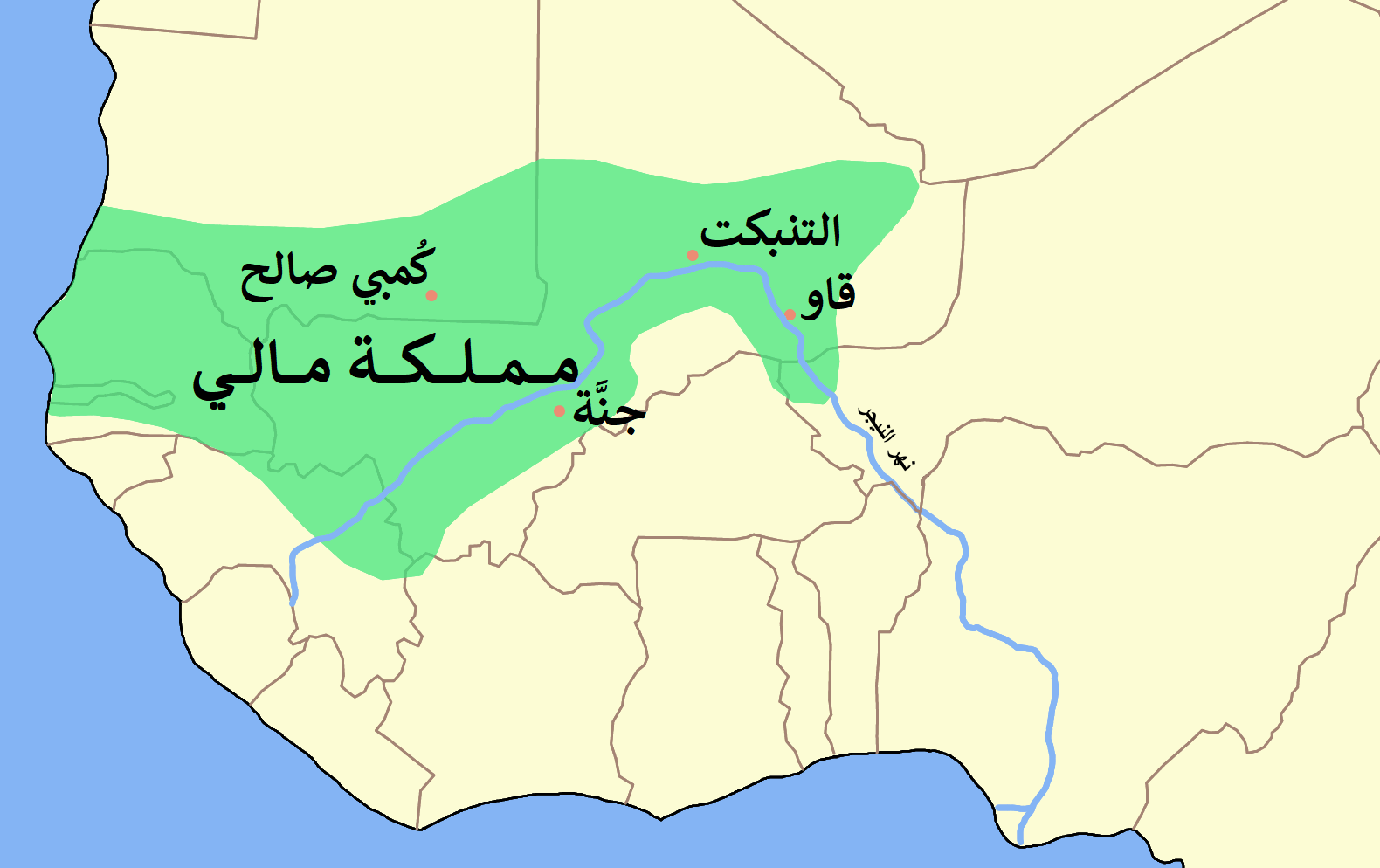
إمبراطورية مالي

كانت قبائل سونينكي وماندينغا (أو «ماندينجو» أو «مالينغي»)، قد انفصلت عن واغادو (غانا) عام 1230 م. حيث قام قائد ماندينكا سوندياتا كيتا، بتكوين اتحاد للقبائل في الوادي الخصيب بأعالي نهر النيجر وجعل جيرانه تحت سيطرته مؤسساً إمبراطورية مالي وكانت أكبر من مملكة غانا. وأثناء أوجها امتدت من ساحل المحيط الأطلنطي بالغرب إلى ماوراء تخوم منحني نهر النيجر بالشرق. ومن حقول الذهب في غينيا بالجنوب إلي محط القوافل التجارية عبر الصحراء بالشمال. وكان إمبراطورها مانسا موسى قد حج لمكة عام 1324 م. عبْر القاهرة واستقبله المماليك في القاهرة بحفاوة بالغة. وقد انخفض سعر الذهب بالعالم اثر رحلة الحج تلك لكثرة ما وزع من ذهب على طول الرحلة. وفي هذه السنة أصبحت العاصمة تمبكتو بجنوب غرب نهر النيجر مركز تجارة الذهب وتعليم الإسلام. وفي اواخر القرن 14 استقلت الأقاليم الخارجية. ومن جنوب منحني نهر النيجر هامت قبائل موسي قلب الإمبراطورية واستولى الطوارق بدو جنوب الصحراء الكبرى على تمبكتو العاصمة. وفي سنة 1500 امتد حكم مالي لمناطق بأعالي نهر النيجر.
مالي دولة قامت وبدأت من بقايا الفنيقيين والأمازيغ [وفقًا لِمَن؟] وكانت تمبكتو هي عاصمة مالي منذ انشاها وكلمة تمبوكتو كلمة أمازيغية وهي في الأصل تين ايبوكتن[بحاجة لمصدر] وهي ما يجمع فيه المزارعين الدخن بعد حصاده وقامت مملكة بعد اتحاد بين الأمازيغ وبقايا الفنيقين الذين خرجوا منهم الطوارق وهم الذين أصبحوا بدو الصحراء الغربية والذين ينسبون اصلهم لتين هينان[بحاجة لمصدر] والتي كانت ابنة أحد ملوك المغرب العربي والذي كان من البربر ويوجد قبرها في الجزائر في منطقة جبال الأهجار وقد امتدت مملكة مالي حتى حدود مملكة دارفور قديما[بحاجة لمصدر]

### التاريخ الحديث
وفى نهاية القرن التاسع عشر أخضع الفرنسيون هذه المنطقة التي أصبحت مستعمرة فرنسية وفي عام 1904 سميت بالسودان الفرنسية وفي عام 1920 أصبحت جزءاً من الاتحاد الفرنسي.
استقلت كل من الجمهورية السودانية والسنغال عن فرنسا في 22 سبتمبر 1960 باسم فيدرالية مالي. وعندما انسحبت السنغال بعد ذلك بشهور قليلة، تم تغيير تسمية الجمهورية السودانية إلى مالي. وفي ستينيات القرن العشرين، ركزت مالي على التنمية الاقتصادية، وواصلت تلقي المساعدة من الكتلة السوفيتية ومن الدول الغربية ومن الوكالات الدولية كذلك، وفي أواخر الستينيات بدأت تتراجع عن العلاقات الوثيقة بين الصين لكن قيام الرئيس موديبو كيتا بتصفية معارضيه، زاد النفوذ الصيني ونفوذ المتعاطفين معه في عام 1968 فقام الجيش بانقلاب عسكري بزعامة الملازم موسى تراوري عندما تدهورت الأحوال الاقتصادية، وأزاح كيتا من السلطة تم تعطيل الدستور وفي عام 1974 صدر دستور جديد جعل مالي دولة الحزب الواحد يسيطر عليها حزب الشعب المالي الديمقراطي الاشتراكي القومي بزعامة تراوري. وفي 1979 قامت مظاهرة طلابية تم سحقها وقتل 12 طالبا. وكان قد أنشئ في عام 1975 وبمقتضى معاهدة لاجوس الاقتصادية لدى دول غرب إفريقيا ضمت مالي، موريتانيا، ساحل العاج، السنغال، بنين والنيجر وبوركينا فاسو والرأس الأخضر وكوت ديفوارو جامبيا وغانا وغينيا وغينيا بيساو سيراليون وتوجو ونيجيريا، ومقرّهم في أبوجا عاصمة نيجيريا في ديسمبر 1985 تقاتلت مالي مع بوركينا فاسو بسبب نزاع حدود طويل بينهما وانتهت الحرب بعد 5 أيام وأُحيل النزاع. وفي أواخر الثمانينات قوّت مالي علاقاتها مع العالم الغربي، وفي المجال الاقتصادي انتهجت سياسات السوق الحرة والخصخصة بينما راح النفوذ السوفيتى هناك يضعف. وتم إنهاء الحكم الدكتاتوري عام 1991 بحكومة انتقالية. وفي 1992، تم إجراء أول انتخابات رئاسية ديمقراطية فاز فيها الرئيس ألفا عمر كوناري، ولدى إعادة انتخابه عام 1997، سار في نهج الإصلاح السياسي والاقتصادي ومحاربة الفساد. وفي 2002 خلفه بانتخابات ديمقراطية الرئيس أمادو توماني توري.
حدث تمرد عسكري في مالي في 21 مارس 2012، حيث سيطرت مجموعة من العسكريين الماليين على السلطة، بعد استيلائها على القصر الرئاسي في العاصمة باماكو. الانقلاب جاء بعد عدم استجابة الحكومة لمطالب الجيش، الذي يطلب بتسليح رفاقهم الذين يعانون هزائم متكررة في شمال البلاد،  في حربهم ضد الطوارق وأنشطة مجموعات إسلامية مسلحة ورجال مدججون بالسلاح قاتلوا لحساب نظام معمر القذافي.

## الجغرافيا

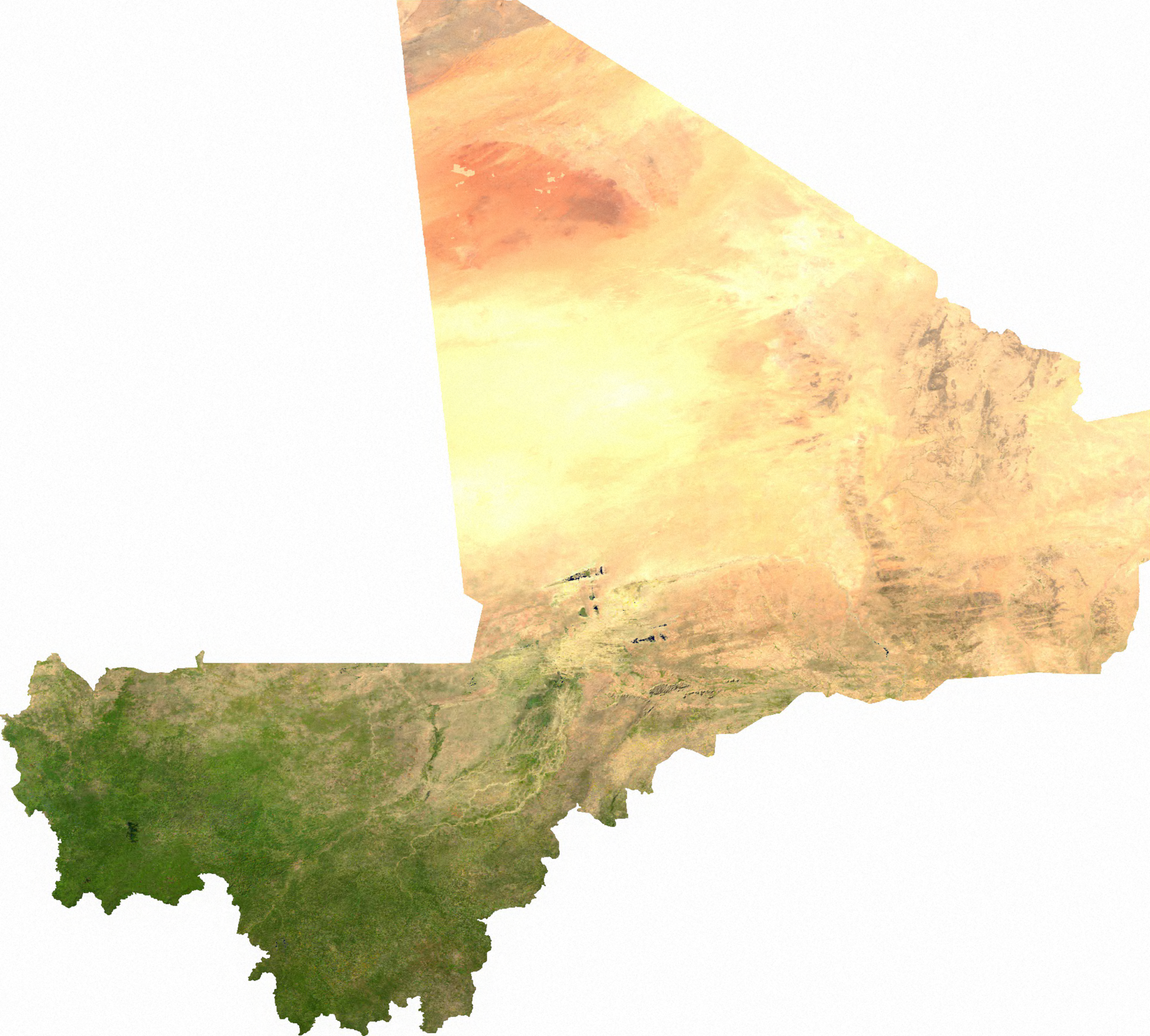
صورة مالي من الفضاء

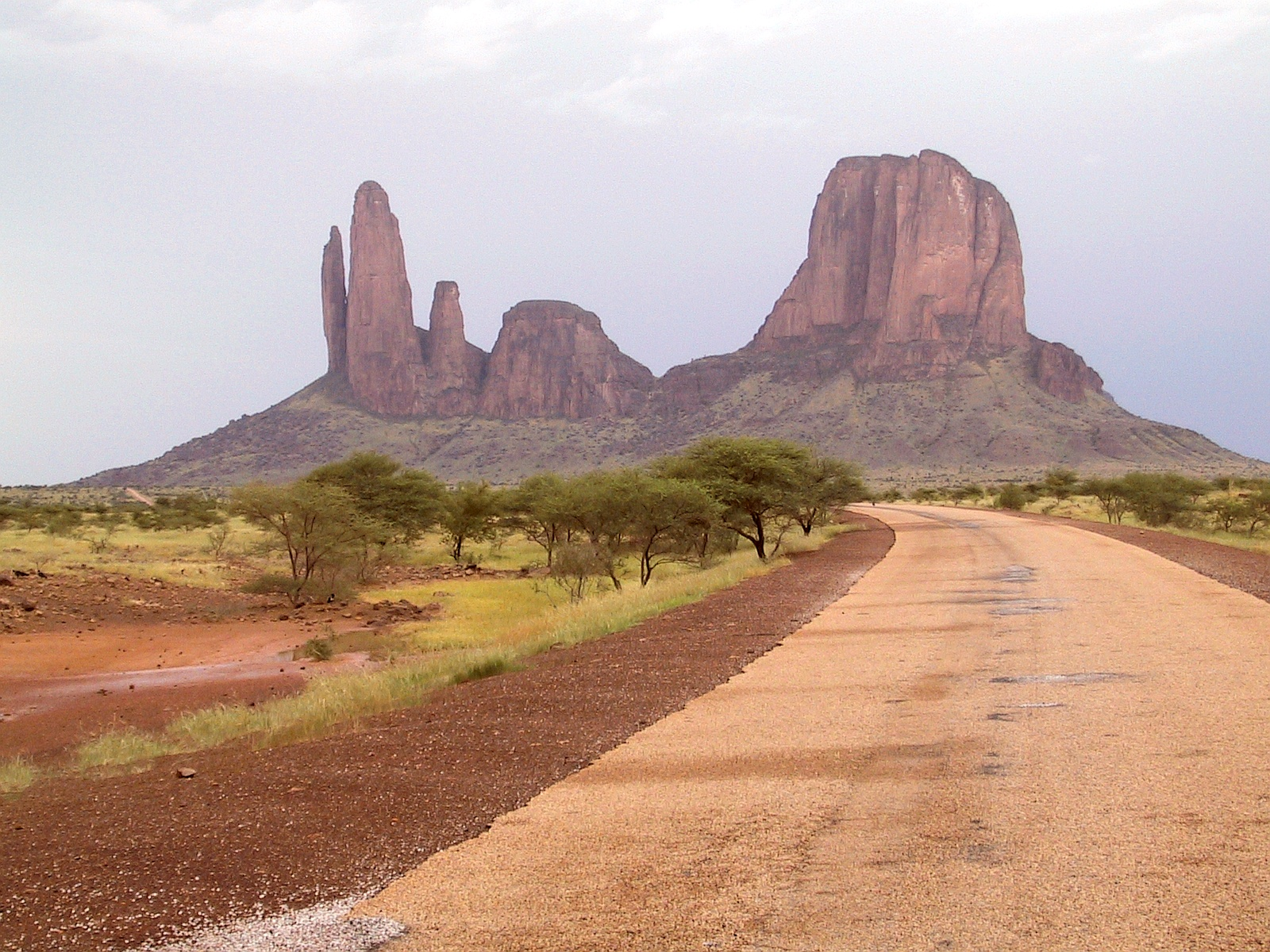
جبال في مالي.

خريطة تصنيف كوبن للمناخ في مالي.

مالي قطر كبير في غرب إفريقيا، وتغطي الصحراء الكبرى النصف الشمالي منها في حين تمتد غطاءات الحشائش في بقية البلاد، وتقع بين خطي عرض 10° و 25° شمالاً، وخطي طول 13° غربًا و 5° شرقًا يحد مالي شمالًا الجزائر، شرقًا النيجر، جنوبًا بوركينا فاسو وساحل العاج وغينيا، أما غربا فتحدها كل من موريتانيا والسنغال.
تبلغ مساحة مالي 1,240,192 كم² وهي دولة ضمن ما يعرف بدول الساحل وهذه المنطقة تضم بالإضافة إلى مالي كل من النيجر، بوركينا فاسو وموريتانيا.

### السطح
تنقسم مالي إلى ثلاثة أقاليم طبيعية، الصحاري القاحلة في الشمال، والسهول شبه الصحراوية في الوسط، وأراضي الحشائش المنبسطة في الجنوب. وتوجد مرتفعات جبلية قليلة في مالي، تصل أعلى قمة إلى نحو 1,155 م فوق مستوى سطح البحر وهي قمة جبل همبوري تندو في الجنوب.
ونهر السنغال ونهر النيجر هما النهران الرئيسيان في مالي حيث يعيش السكان في المدن والقرى الواقعة بالقرب من أوديتهما. ويجري نهر السنغال في الجنوب الغربي من مالي في حين يدخل نهر النيجر في أراضي مالي قرب باماكو، ثم يتجه نحو الشمال الشرقي في دلتا داخلية هي أكثر الأراضي خصوبة في مالي، وبعد ذلك ينحني النهر مكوِّنًا التواءً كبيرًا يُعرف بالتواء نهر النيجر، ومن ثم يتجه نحو مصبه في جنوب نيجيريا تاركًا خلفه شبكة من المصارف المائية والبحيرات في أراضي مالي.
ومالى بلد داخلي يقع في الغرب الأوسط للصحراء الكبرى لكن نهر النيجر العظيم يجرى جنوب البلاد وتكون قنواته وبحيراته المستنقعية دلتا داخلية مناسبة لزراعة القطن والارز، وبدون الرى من نهر النيجر ونهر السنغال تصبح الزراعة مستحيلة وفي وسط مالى قاحلة بها شجيرات جافة واشواك.الأقاليم الشمالية الشرقية والجنوبية الغربية جبلية.

### المناطق والدوائر

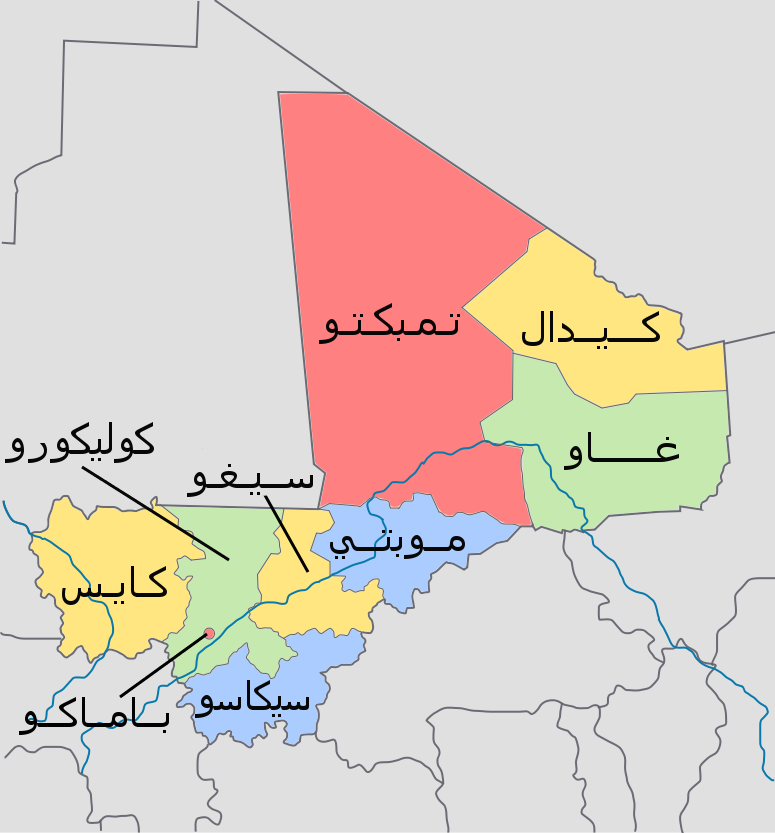

منذ عام 2016، تم تقسيم مالي إلى عشر مناطق ومنطقة باماكو، تحمل كل واحدة منها اسم المدينة الرئيسية بها، والمناطق بدورها تنقسم إلى 49 دائرة.
وهذه المناطق هي:
المناطق ومحافظة العاصمة هم:
| اسم المنطقة           | المساحة (km2) | السكان إحصاء 1998 | السكان إحصاء 2009 |
| --------------------- | ------------- | ----------------- | ----------------- |
| كايس                  | 119,743       | 1,374,316         | 1,996,812         |
| كوليكورو              | 95,848        | 1,570,507         | 2,418,305         |
| باماكو محافظة العاصمة | 252           | 1,016,296         | 1,809,106         |
| سيكاسو                | 70,280        | 1,782,157         | 2,625,919         |
| سيغو                  | 64,821        | 1,675,357         | 2,336,255         |
| موبتي                 | 79,017        | 1,484,601         | 2,037,330         |
| تومبكتو (تيمبوكتو)    | 496,611       | 442,619           | 681,691           |
| غاو                   | 170,572       | 341,542           | 544,120           |
| كيدال                 | 151,430       | 38,774            | 67,638            |
| تاودينيت              | 440,176       | --                | 18,160            |
| ميناكا                | 81,040        | ---               | 54,456            |

## السياسة والحكومة

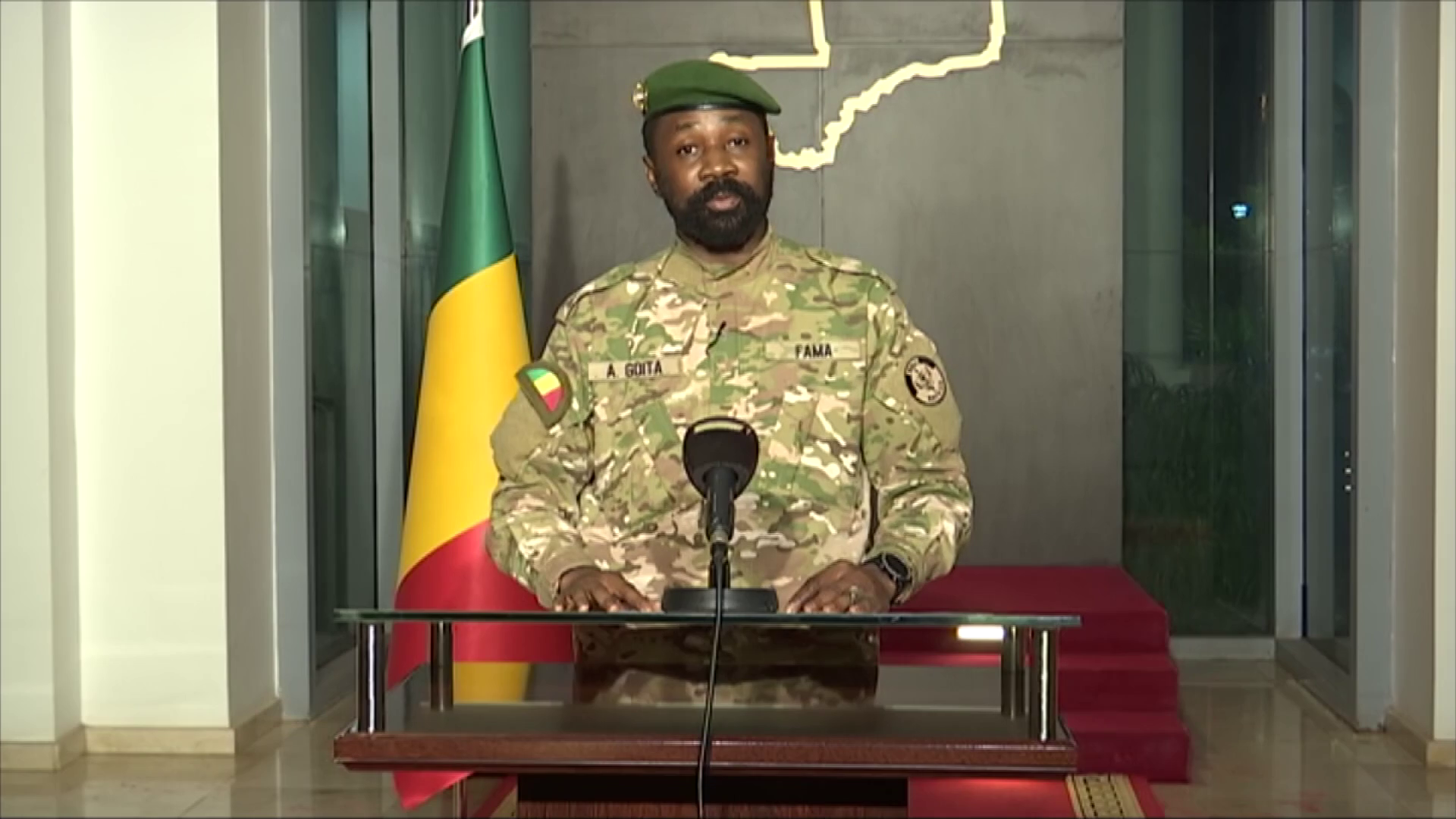
عاصمي غويتا، الرئيس المؤقت لمالي منذ انقلاب مالي عام 2021.

حتى الانقلاب العسكري في 22 مارس 2012، كانت مالي ديمقراطية دستوري يحكمها دستور 12 يناير 1992، والذي تم تعديله في عام 1999. ينص الدستور على فصل السلطات بين السلطات التنفيذية والتشريعية والقضائية للحكومة. يمكن وصف نظام الحكم بأنه "شبه رئاسي". السلطة التنفيذية منوطة بالرئيس، الذي يتم انتخابه لمدة خمس سنوات بالاقتراع العام ويقتصر على فترتين. مالي جمهورية بغرفة برلمان واحدة، السلطة التنفيذية بيد الرئيس وحكومته. والسلطة التشريعية بيد البرلمان الوطني، أما السلطة القضائية فتشرف عليها المحكمة العليا للبلاد.
الأحزاب السياسية: التحالف من اجل الديموقراطية في مالي: يسار الوسط حزب اللجنة الوطنية للمبادرة الديموقراطية والتقدم: يسا الوسط حزب التجمع من اجل الديموقراطية-والتقدم
شهدت البلاد سنة 1991 إرساء لديموقراطية بعد انقلاب الذي قاده أمادو توماني توري ضد النظام المتسلط لموسى تراوري. ورغم الصعوبات المهمة التي واجهت انتخابات الرئاسية لسنة 1997 وتشريعية في نفس السنة فإن البلاد تتمسك بصورة ديموقراطية مثالية. ضعف المشاركة في الانتخابات وعدم فهم جزء كبير من ساكنة البلاد لأهمية الانتخابات يشكل تأثيرًا سلبيًا على هذه الصورة.
شهدت البلاد انتقال زمام الحكم بين 5 رؤساء منذ الاستقلال.
- موبيدو كايتا: ما بين 1960 و 1968 أطيح به بانقلاب.
- موسى تراوري، من 1968 إلى 1991 أطيح به بانقلاب.
- أمادو توماني توري: رئيس الهيئة الانتقالية لإنقاذ الشعب (بالفرنسية: Comité transitoire pour le salut du peuple (CTSP))‏ 1991-1992
- ألفا عمر كوناري: أنتخب سنة 1992 وأعيد انتخابه لفترة ثانية سنة 1997.
- أمادو توماني توري: اُنتخب سنة 2002 وأعيد انتخابه سنة 2007 بقرابة 70 % في حين نال منافسه إبراهيم بوبكر كايتا رئيس البرلمان 19%.

### الجيش
تتكون القوات العسكرية في مالي من جيش يضم القوات البرية والقوات الجوية، بالإضافة إلى قوات الدرك شبه العسكرية والحرس الجمهوري، وكلها تحت سيطرة وزارة الدفاع والمحاربين القدامى في مالي، برئاسة مدني.

### حقوق الإنسان
تفتقر مالي لحقوق الإنسان وهذا مما جعلها في آخر القائمة الصادرة من قبل الأمم المتحدة في عام 2010 وذلك لعدم إعطاء حرية المعتقد وحرية الكلمة وذلك كون الدولة هي المسيطر الوحيد على الإعلام ومنه تكتيم الأفواه.

## الاقتصاد
مالي قطر فقير يشتغل أكثر من ثلاثة أرباع سكانه بالزراعة والرعية، ويُنتِج من المحاصيل الغذائية، الدخن والأرز والذرة الرفيعة ومحاصيل غذائية أخرى تشمل المنيهوت (الكاسافا) والذرة الشامية واليام. أما أهم المحاصيل النقدية فهي القطن وقصب السكر. ويرعى البدو الرحل قطعانًا كبيرة من الأبقار والأغنام والماعز. كما يُعتبر صيد الأسماك من الأنشطة الاقتصادية المهمة، ومعظم الإنتاج يكون من أسماك الشبّوط والسلور والأسماك النهرية. وتأتي معظم الثروة السمكية من نهر باني ونهر النيجر وبحيرة دبو.
يستوعب قطاع الخدمات، كالعمل في المرافق الحكومية والسياحة والأعمال التجارية، 15% من القوى العاملة في مالي، ويعمل معظم هؤلاء في باماكو والمدن الأخرى.
تعتبر صناعة النسيج والمواد الغذائية والمنتجات الجلدية من أهم النشاطات الصناعية بالبلاد. فتمتلك الحكومة كل المصانع الكبيرة، ولكنها تعمل على تشجيع زيادة الاستثمارات الفردية. وقد تم تشييد معظم المصانع الكبرى بفضل المساعدات الخارجية مثل مصانع الاسمنت والسكر والتعليب والنسيج.
ويوجد في مالي إرسابات معدن البوكسيت والنحاس والذهب وخام الحديد والمنجنيز والفوسفات والملح واليورانيوم. ويُعدُّ استخراج الملح أكبر إنتاج معدني في البلد بجانب استخراج قليل من الذهب.
يُشكل القطن المحصول الرئيسي للتصدير، ويُقَدَّر بحوالي نصف الصادر من مالي. وتعمل مالي أيضًا على تصدير الأسماك والجلود والماشية واللحوم والفول السوداني. وتتمثل أهم الواردات في المواد الكيميائية والمواد الغذائية والآلات والنفط والمنسوجات. ويتم التبادل التجاري أساسًا مع دول غرب إفريقيا وفرنسا وبعض دول غرب أوروبا.
يبلغ طول الطرق في مالي 18,000 كم منها 10% فقط معبدة، إضافة إلى نهر النيجر الذي يصلح مجراه للملاحة داخل أراضي مالي. وهناك خط سكة حديدية يربط باماكو مع داكار في السنغال. كما تملك مالي خطوط طيران قومية تعمل داخل القطر وخارجه للأقطار الإفريقية وأوروبا.
وفي مجال الاتصالات، هناك صحيفتان يوميتان للدولة بجانب محطة واحدة للبث الإذاعي.
وتواجه مالي العديد من المشكلات الاقتصادية، إذ يَعتمد القطر على الزراعة في حين أن خُمس أراضيه فقط تعتبر أرضًا خصبة وصالحة للإنتاج الزراعي. لذلك تعمل الدولة للتقليل من قيمة الزراعة من خلال خفض أسعار السلع الزراعية. كما يواجه الإنتاج الزراعي بمخاطر تَذَبْذُب الأمطار التي قد تصل إلى ما دون المتوسط، هذا بجانب أن المرعى الطبيعي قد ينحسر كثيرًا في بعض الأحيان. ولقد تعرضت الحياة النباتية في إقليم السهل في فترة السبعينيات والثمانينيات من القرن العشرين إلى سنوات جفاف أدت إلى تدمير مساحات واسعة من الغطاء النباتي وإلى موت ملايين الأبقار والأغنام والمعز. كما أدى تدني أسعار القطن وزيادة أسعار البترول في السوق العالمية إلى شدة تدهور الأوضاع الاقتصادية في البلاد.
احتلت مالي المركز 129 في مؤشر الابتكار العالمي لعام 2023. في حين تراجعت إلى المركز 131 في مؤشر 2024.

## الديموغرافيا
بلغ عدد سكان مالي في عام 2022 نحو 22,395,485 نسمة

### الجماعات العرقية

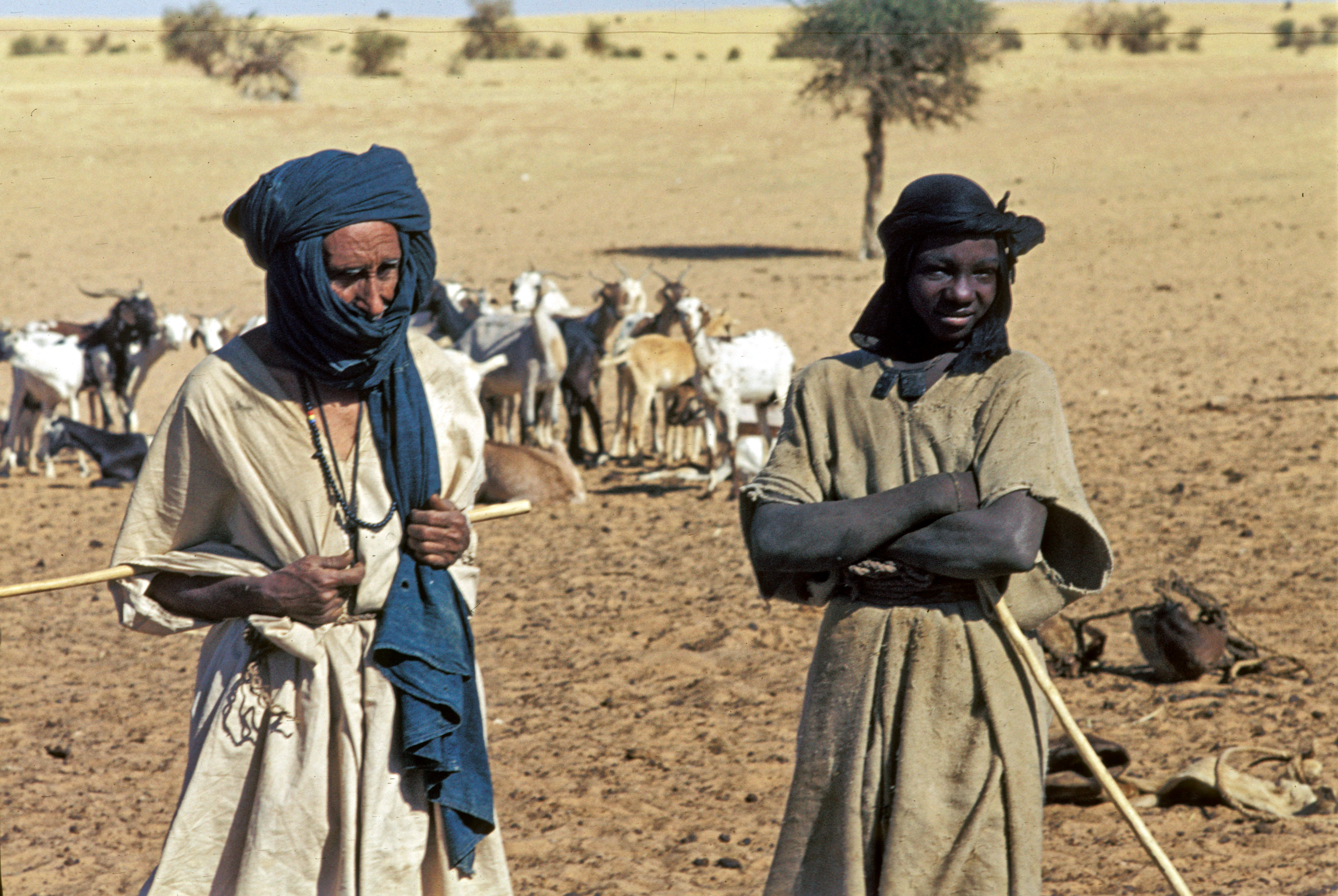
الطوارق هم السكان البدو التاريخيون في شمال مالي.

تنقسم مالي إلى ثلاثة أجزاء كل جزاء تحكمه أحد القبائل الثلاث، يبلغ عدد سكان مالي من العرب ما لا يقل عن ثلاثمائة ألف نسمة بحكم قربها من الجزائر وموريتانيا ويبلغ عدد السكان من قبائل الطوارق الأمازيغ حوالي ربع السكان ينتشرون بالقرب من الصحراء الكبرى ومناطقهم هي تمبكتو وكيدال وغاو ويبلغ عدد سكان مالي من البمبرا ثلث عدد السكان ينتشرون في باماكو وسيكاسو وسايغو وبقية المناطق الأخرى.
مُعظم السكان في مالي من الأفارقة الأصليين ويكوّن الفولاني وأقاربهم التكرور أكبر مجموعة سكانية في مالي. وينحدر أصل الفولاني من الأفارقة والبيض. أما المجموعة الثانية من حيث الحجم فهم الماندينجو. وينقسمون إلى ثلاث مجموعات ثانوية هي: البمبارا والمالنكيون والسوننكي. كذلك تضم المجموعات السكانية الكبرى في مالي الدوجُن والصنغي والفلتايك. وتشكل العناصر البيضاء 5% من مجموع السكان وهم من العرب والأوروبيين والفرنسيين، خاصة المغاربة، والطوارق.
يعيش 73% من سكان مالي في مناطق ريفية، في حين يسكن المدن 27% من السكان فقط. ومعظم السكان الأصليين يقطنون في قرى صغيرة في الجزء الجنوبي من البلاد، ويعتمدون في معاشهم على الزراعة كما يعملون في المزارع الريفية بالأجر. ويكفي الفرد منهم زراعة ما يحتاجه لغذاء أسرته. وبالنسبة لمحاصيلهم الغذائية فهي المنيهوت والذرة الشامية والدخن والأرز والذرة الرفيعة واليام. ولكن معظم المزارعين في مالي لا يستطيعون شراء الآلات الزراعية الحديثة، لذلك يعتمدون في زراعتهم على الأدوات والأساليب اليدوية. وهم يسكنون في منازل صغيرة تُبنى من الطين وأغصان الأشجار. ويعمل معظم الفولانيين بالزراعة ويسكنون في أكواخ كالقباب سقوفها من القش والحصير. ولكن هناك مجموعات منهم يعملون بالرعي في مناطق السهول شبه الصحراوية وفي أقاليم الحشائش الجنوبية. ويسكن الرعاة في خيام تصنع من وبر الإبل. ويتكوّن غذاؤهم الرئيسي من البلح والدخن. وهم يرحلون في مجموعات يتقدمهم المرابطون، وهؤلاء الرعاة يعشقون الحرية ويدينون بولائهم للمرابطين أكثر من الدولة.
أما الأوروبيون فمعظمهم فرنسيون من سلالة المستعمرين الأوائل، ويتركز وجودهم في باماكو والمدن، وهم يسكنون في منازل من الطراز الحديث. وتعد باماكو أكبر مدن مالي إذ يبلغ عدد سكانها حوالي 658,275 نسمة. ويزاول كثير من الفرنسيين الأعمال التجارية كما يعمل بعضهم في دواوين الحكومة وفي البنوك والمحلات التجارية والمكاتب.
تؤدي المرأة دورًا مهمًا في الإنتاج الزراعي في مالي؛ حيث تساعد في بذر الحبوب وفي الحصاد بجانب رعي الماشية. وقد أعدت الحكومة برامج حديثة لتدريب النساء العاملات، ولكنَّ قليلاً منهن اللائي يستفدن من هذه البرامج نظرًا للأعباء الكثيرة ومسؤولية الأسرة التي تشغل معظم أوقات المرأة.

### اللغات
في يناير 2022، وبسبب تدهور العلاقات بين مالي والحكومة الفرنسية، أعلنت حكومة مالي جعل البامبارا اللغة الرسمية، وفي يوليو 2023، تم إسقاط اللغة الفرنسية كلغة رسمية، وأصبحت بدلاً من ذلك لغة عمل. وفي الوقت نفسه، أصبحت اللغات الوطنية الـ 13، البمبارية، بوبو، بوسو، دوجون، الفلانية، الحسانية، كاسونكي، المانينكية، مينيانكا، السنارا، سونغاي كويرابورو سيني، السوننكية، التماشقية هي اللغات الرسمية حيث كانت الفرنسية هي اللغة الرسمية في مالي لعقود. وتوجد أكثر من 40 لغة أفريقية تستخدم على نطاق واسع أيضًا من قبل الجماعات العرقية المختلفة. يستطيع حوالي 80٪ من سكان مالي التواصل بلغة البامبارا، وهي لغة التواصل المشترك ولغة السوق. ولغة السونينكي الأكثر سكانا واستخداما بعد البمبارا من جهة السكانية، كما يستخدم السكان لغة التكرور واللغة الفولانية، بجانب لغات محلية أخرى. ويتحدث العرب اللغة العربية (الحسانية)، ولكن الطوارق يتحدثون لغة تماشك البربرية (الأمازيغية).

### الديانة
مالي دولة علمانية، وصل الإسلام إلى غرب أفريقيا في القرن الحادي عشر، ولا يزال الدين السائد في معظم أنحاء المنطقة. ما يقدر بنحو 90% من الماليين مسلمين (المذهب السني المالكي وتنتشر الطرق الصوفية خاصة التيجانية والقادرية). وتحتل المسيحية المرتبة الثانية بنسبة 5% (ثلثي المسيحيين من الرومان الكاثوليك والثلث الآخر من البروستانت). وتصل نسبة الديانات المحلية 5 %.
خلال القرن التاسع الميلادي جلب التجار المسلمين البربر والطوارق الإسلام جنوبًا في غرب أفريقيا. كما انتشر الإسلام في المنطقة من قبل أتباع الطرق الصوفية. ربط الإسلام أهالي سكان منطقة السافانا في غرب أفريقيا من خلال الاعتقاد بإله واحد. مدن تمبكتو وجاو وكانو سرعان ما أصبحت مراكز دولية للتعليم الإسلامي.
كان من أهم ملوك مالي مانسا موسى (1312-1337) الذي شهدت مالي في عهده توسع كبير ومد النفوذ إلى دول النيجر، ومدن تمبكتو، غاو، وجينيه. وكان مانسا موسى مسلم متدين وأفيد أنه كان يقوم ببناء المساجد الكبرى في جميع أنحاء مناطق نفوذ مالي. قيامه بأداء فريضة الحج في مكة المكرمة جعلت منه شخصية معروفة حتى في التاريخ الأوروبي. في عهد موسى مانسا أصبحت تمبكتو واحدة من المراكز الثقافية الكبرى في أفريقيا والعالم.

## الصحة والتعليم
تواجه مالي باعتبارها دولة نامية، العديد من المشكلات الاجتماعية، إذ أن معظم السكان فيها أميّون، ونحو 69% من الراشدين لا يعرفون القراءة والكتابة، في حين أن 27% فقط من الأطفال يلتحقون بالمدارس. وهناك العديد من المدارس الثانوية العربية في مالي، أشهرها مدارس دار القرآن والحديث في مدينة طوبى التي أسست منذ عام 1959 م على يد الشيخ / محمد عبد القادر الطوبي والمشهور ب: الحاج مودي دوكوري، حيث المدرسة العربية هناك في طوبى من الابتدائية وحتى الكلية، حيث تم فتح كلية للدراسات الإسلامية هناك، وما زالت بحاجة إلى الدعم والمساندات، وتوجد في المدرسة قسم لتحفيظ القرآن والكريم يدرس فيها زهاء الـ 500 طالب وعدد الطلاب في مدرسة دار القرآن والحديث - طوبى 3000 طالب وطالبة، وعدد فروعها في مالي 65 فرعًا، وعدد المدرسين بالدار والفروع 375 مدرسا ومدرسة ولكن كثيرًا من الطلاب يفضّلون الحصول على درجات التعليم العالي من أقطار خارجية مثل فرنسا والسنغال. المؤسسات التي تهتم بالتعليم مؤسسات مخصصة فهناك وزارة التربية والتعليم وهذه الوزارة هي من تهتم بشؤون التعليم في الأساس ووزارة التعليم العالي هي الأخرى المختصة بالتعليم العالي والبحث العلمي، ويوجد في مالي جامعات كثيرة منها ماهي للحكومة ومنها الخاصة. كما أن هناك جامعات خاصة تخص الدارسي العربية كجامعة ساحل مثالا ويمنح فيها درجة الليسانس، إلا أن هناك بعثات إلى فرنسا والولايات المتحدة الأميركية وروسيا والمملكة العربية السعودية ومصر والمغرب والسودان وغيرها.
ومن مشكلات مالي أيضًا تَدنّي المستوى الصحي في البلاد حيث يقل متوسط العمر المتوقع فيها عن 50 سنة. ويموت فيها نحو نصف الأطفال حديثي الولادة، كما تنتشر فيها الملاريا التي تتسبب في أكبر نسبة للوفيات بين الأطفال. ويوجد بضع مئات من الأطباء لخدمة السكان في مالي.

## الرياضة
الرياضة الأكثر شعبية في مالي هي كرة القدم وزادت شعبيتها أكثر بعد استضافة كأس الأمم الأفريقية 2002 وأكثر فرق كرة القدم شعبيةً هي دجوليبا وريال باماكو وستاد مالي وكلها ترتكز في العاصمة. ومن أشهر لاعبي كرة القدم في مالي ساليف كيتا وفريدريك كانوتيه الفائز بجائزة أفضل لاعب كرة قدم في أفريقيا لعام 2007. وهناك أيضًا مامادو ديارا كابتن المنتخب الوطني لمالي وسيدو كيتا.
تأسس اتحاد مالي لكرة القدم في عام 1960 وبعدها بعامين انضم الي الاتحاد الدولي لكرة القدم في عام 1962 ثم انضم الي الاتحاد الإفريقي لكرة القدم في عام 1963.

## الملاحظات
1. ↑  بالبمبارية: ߡߊ߬ߟߌ ߞߊ ߝߊߛߏߖߊߡߊߣߊ
بالفولانية: 𞤈𞤫𞤨𞤵𞤦𞤤𞤭𞤳 𞤦𞤵 𞤃𞤢𞥄𞤤𞤭 
بالسوننكية: Mali Tɔgɔbadugu
بالتماشقية: ⵜⴰⴳⴷⵓⴷⴰ ⵏ ⵎⴰⵍⵉ

## وصلات خارجية
- أطلس ويكيميديا حول Mali
- الموقع الرسمي
- مالي على مشروع الدليل المفتوح
- مالي.. شجن إمبراطوري استطلاع مصور من مجلة العربي.